# Vandalia (Michigan)
Vandalia – wieś w Stanach Zjednoczonych, w stanie Michigan, w hrabstwie Cass.